# Cynorkis anisoloba
Cynorkis anisoloba är en orkidéart som beskrevs av Victor Samuel Summerhayes. Cynorkis anisoloba ingår i släktet Cynorkis, och familjen orkidéer.
Artens utbredningsområde är Zimbabwe. Inga underarter finns listade i Catalogue of Life.